# حادثه (فیلم ۱۳۶۳)
حادثه فیلمی به کارگردانی منصور تهرانی و نویسندگی بهمن زرین‌پور محصول سال ۱۳۶۳ است.

## بازیگران
- اکبر زنجانپور
- حسین عمرانی
- صوری ظفر
- محسن قبادی
- بهروز افراشته
- نعمت اله گرجی
- خسرو امیرصادقی
- شیرین گلکار
- زهره امیری
- مریم کردبچه
- شاپور بخشایی
- احمد بهروزی
- موسی شجاعی
- وهاب نوری زاده
- عباس مختاری
- خسرو زنگباری
- ابراهیم آقاجانی
- مسعود طلایی پور
- ثریا حلی
- حسن گرایلو